# Abdij van Fleury
De Abdij van Fleury in Saint-Benoît-sur-Loire in Centre-Val de Loire was een van de belangrijkste benedictijner abdijen in Frankrijk. De abdij werd gesticht rond het jaar 630, maar grote betekenis kreeg de abdij vooral nadat de monniken in 672 de relikwieën van Benedictus naar deze plaats overbrachten. Een van de bekendste abten was Theodulf, die begin negende eeuw tevens bisschop van Orléans was. In de 11e eeuw werd de abdij een belangrijk centrum van de Cluny-hervorming met geleerden als Abbo van Fleury (940-1004) en Gauzlin van Fleury († 1030). Een andere bekende monnik van Fleury was Jocundus, die omstreeks 1075 in opdracht van het Sint-Servaaskapittel in Maastricht een nieuwe hagiografie van Sint-Servaas schreef.
Gedurende de Franse Revolutie werden de monniken in 1791 gedwongen de abdij te verlaten, maar in het midden van de 19e eeuw namen ze opnieuw hun intrek in de abdij.
De basiliek van de abdij in romaanse bouwstijl bevat in de crypte de relikwieën van Benedictus. In de crypte bevindt zich ook de tombe van koning Filips I van Frankrijk. De enorme poort-toren dateert uit de elfde eeuw en symboliseert met zijn twaalf toegangen het Nieuwe Jeruzalem. Het klooster is ook nu nog in gebruik. De middeleeuwse handschriften zijn verspreid geraakt over tientallen bibliotheken. De Nederlandse mediëvist Marco Mostert wist een groot aantal van deze handschriften op te sporen en zo een beeld te reconstrueren van de inhoud van een middeleeuwse kloosterbibliotheek.

## Galerij

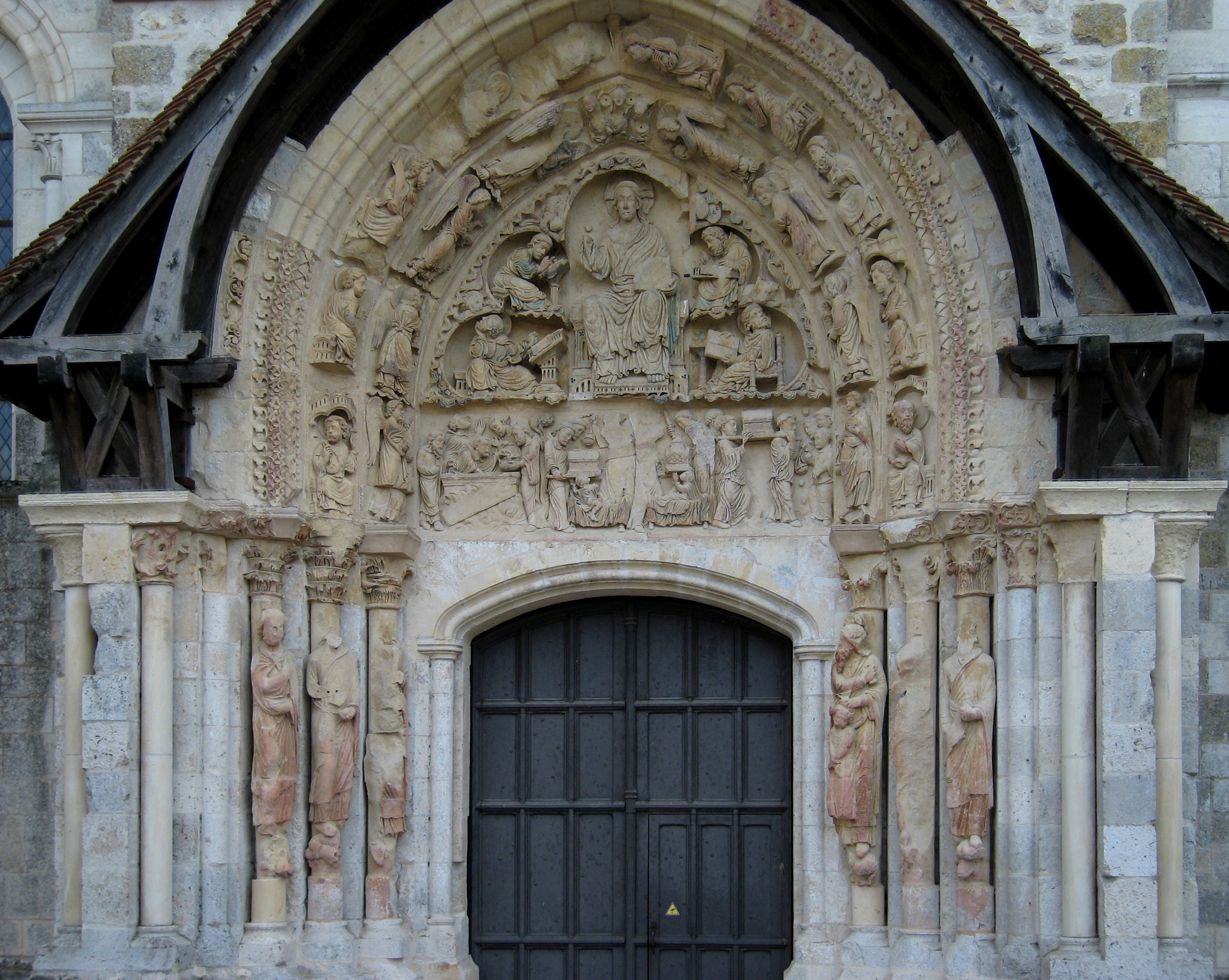
Noordportaal
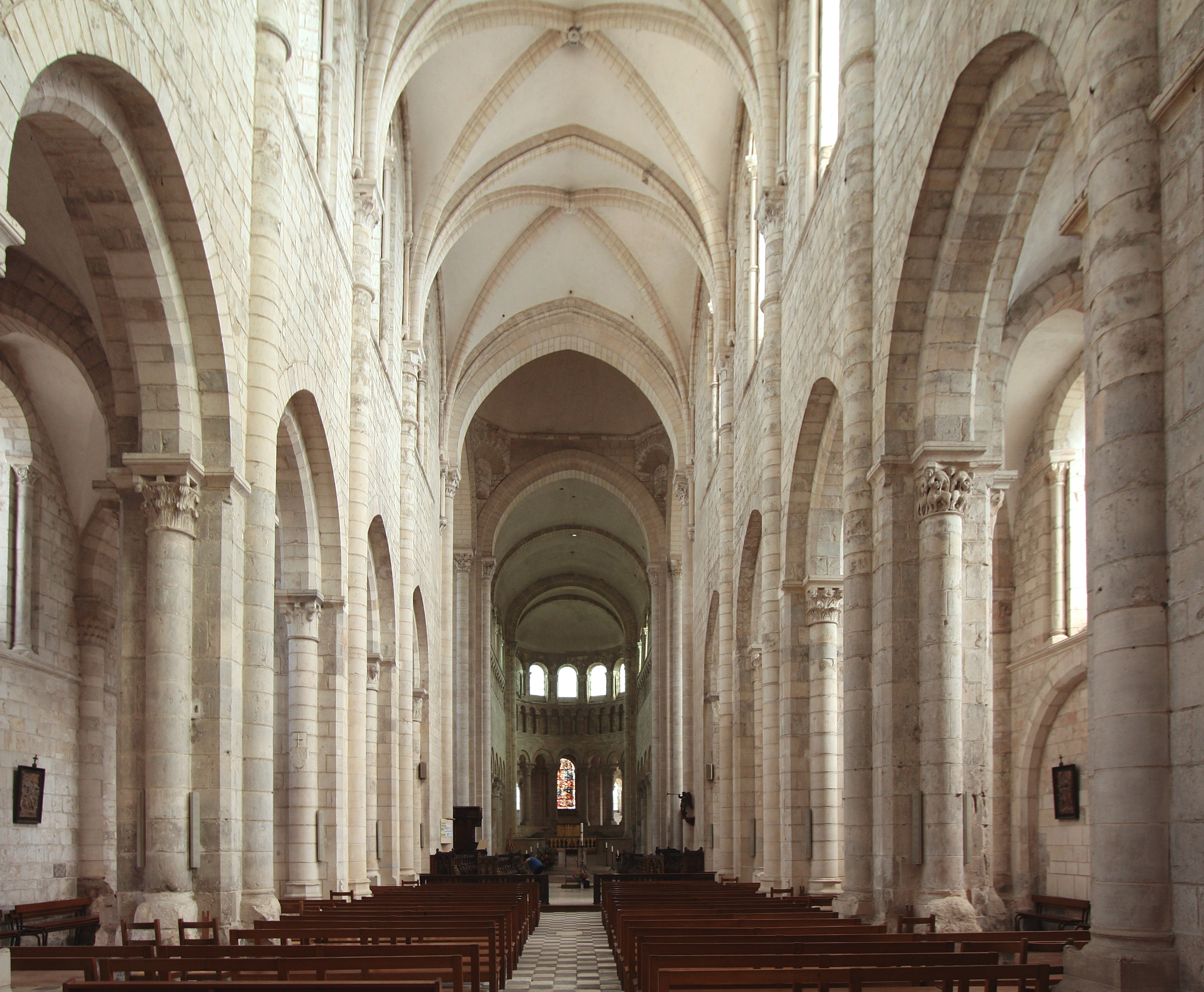
Middenschip
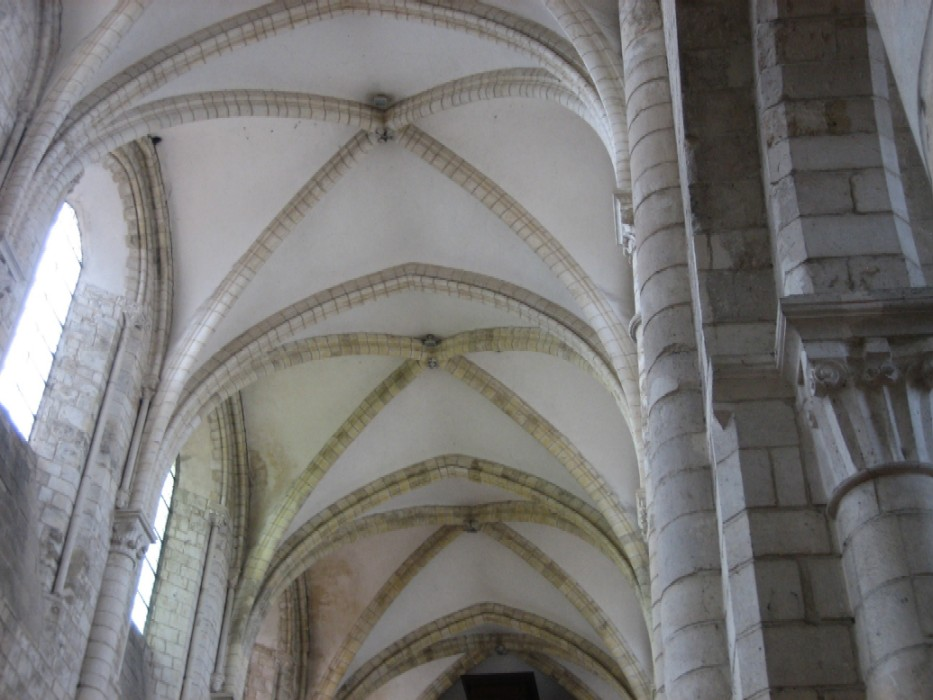
Plafondgewelf van de middenbeuk
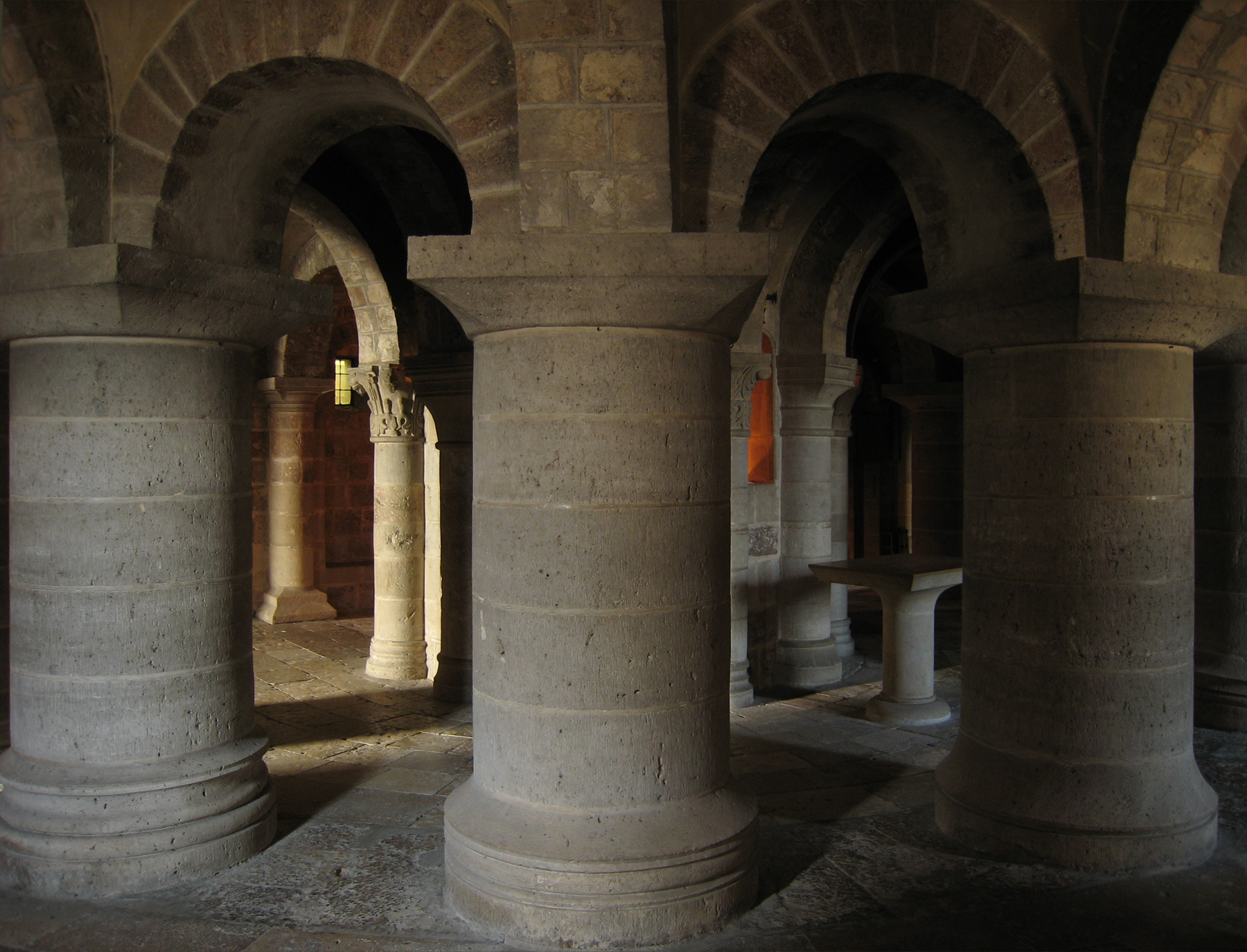
Crypte
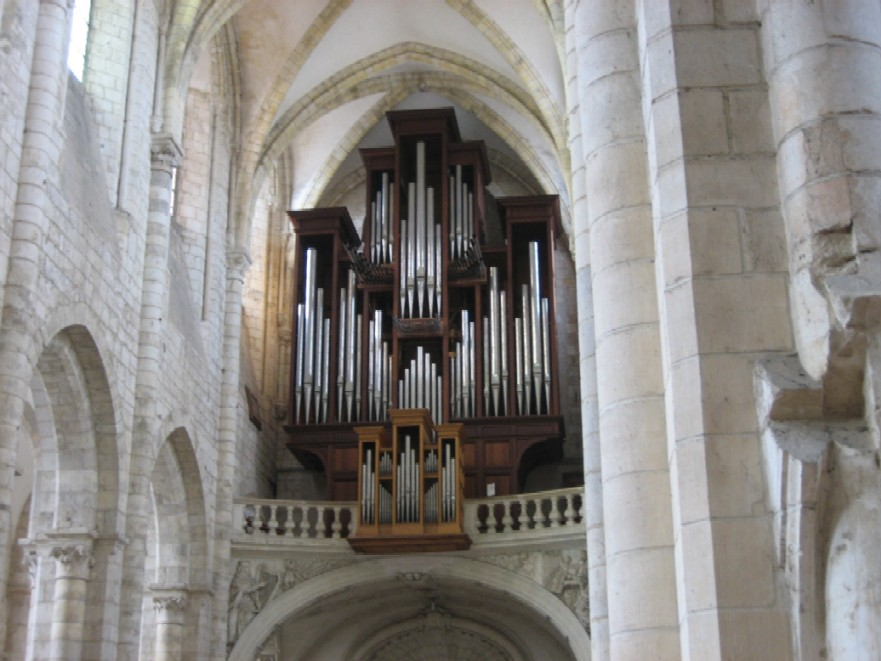
Orgel
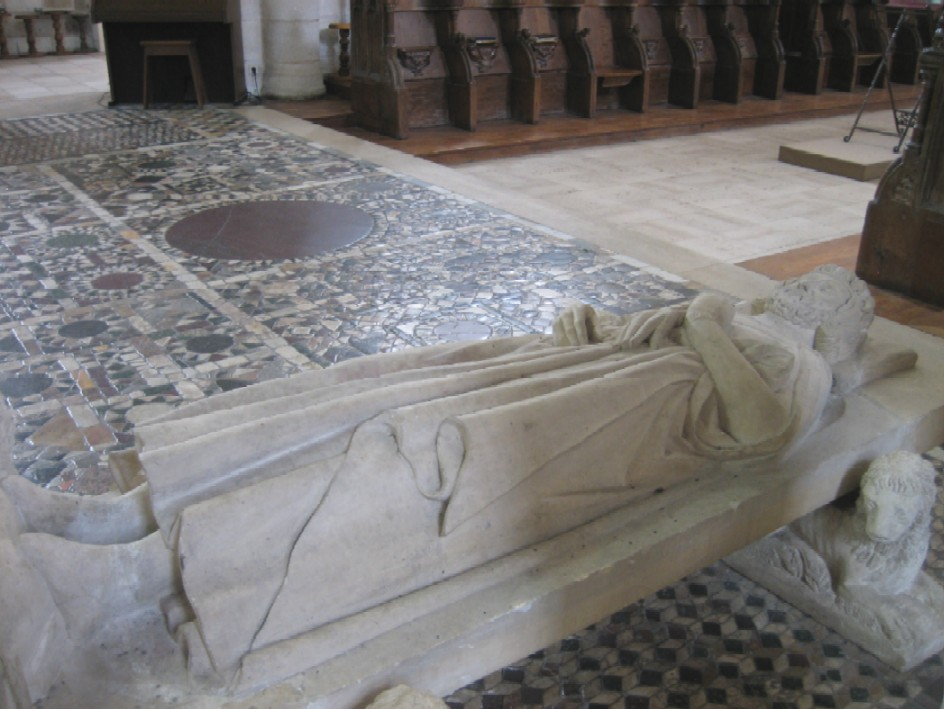
Tombe van Filips I van Frankrijk
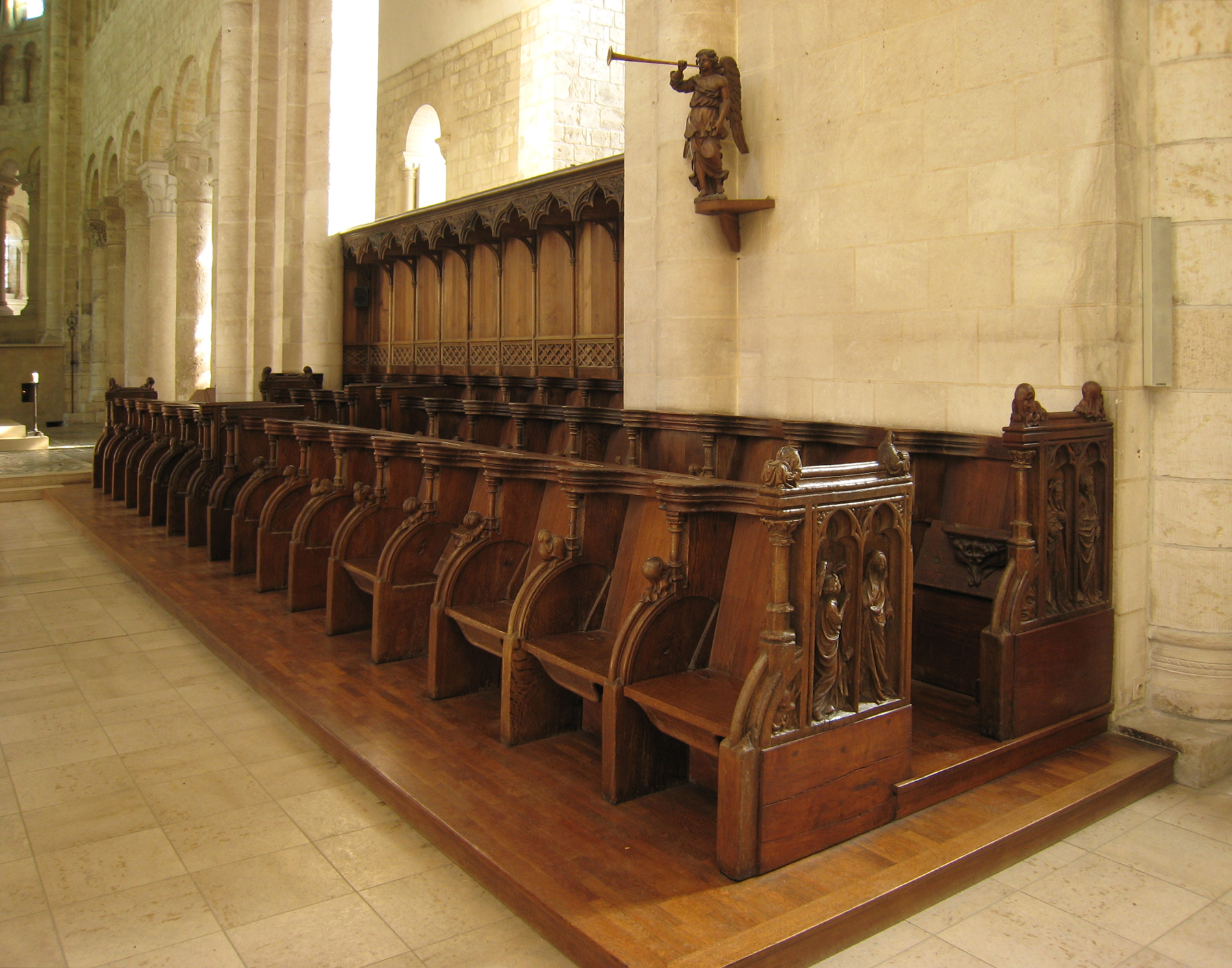
Koorstoelen
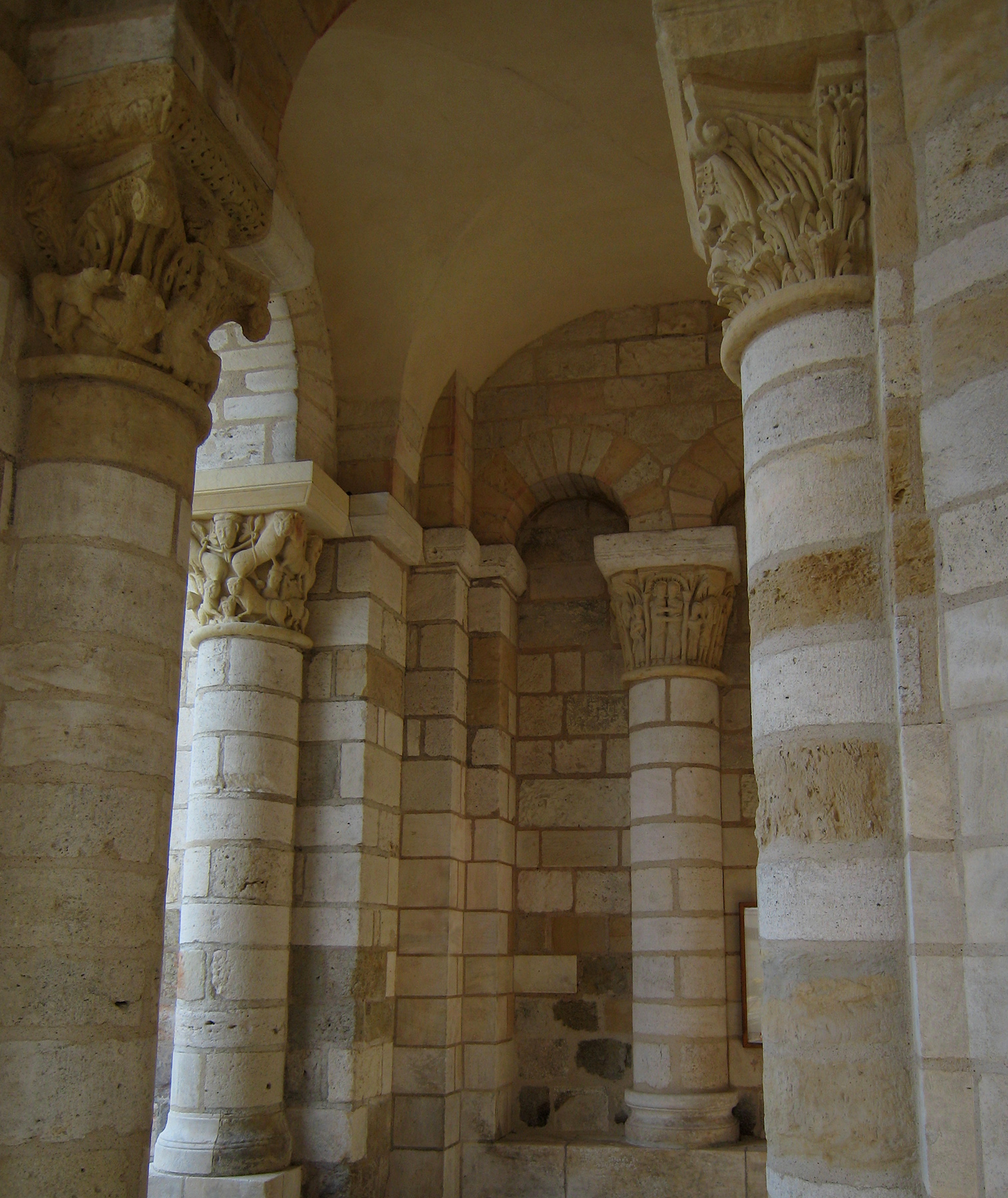
Kapiteel in de voorhal